# Zbójnicka Kapliczka
Zbójnicka Kapliczka – jaskinia, a właściwie schronisko, w Dolinie Łężnej w Tatrach Wysokich. Wejście do niej położone jest w górnej części Jaworzyńskiego Żlebu, powyżej Groty w Jaworzyńskim Żlebie, Schronu przy Grocie w Jaworzyńskim Żlebie, Nyży nad Jaworzyńskim Żlebem i Łężnej Dziury, na wysokości 1026 metrów n.p.m. Jaskinia jest pozioma, a jej długość wynosi 4,8 metrów.

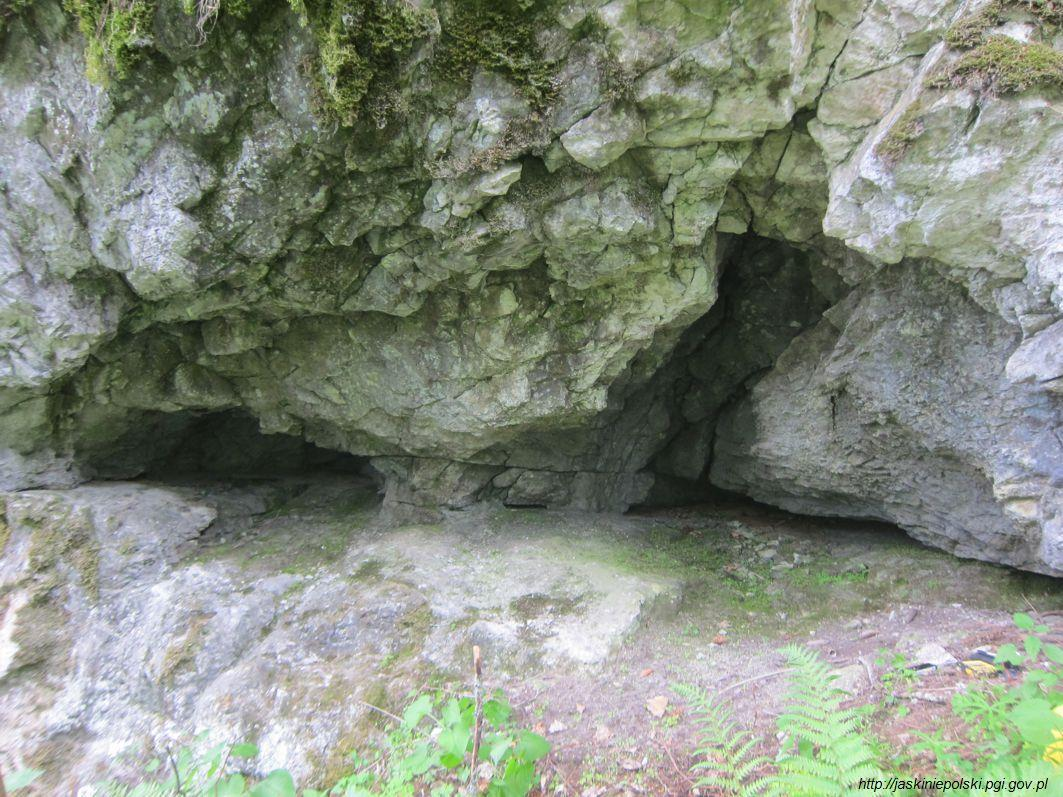
Otwór jaskini

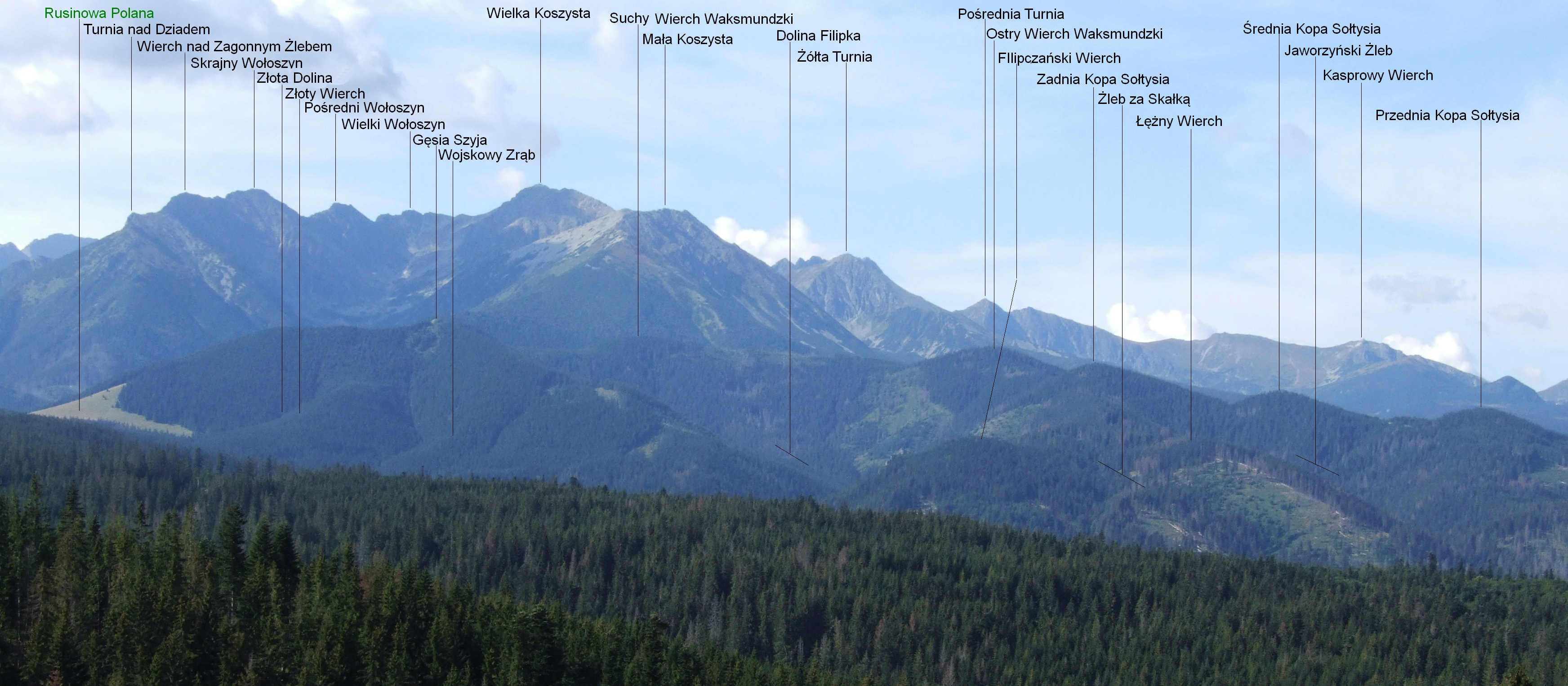
Widok z Głodówki. Na prawo Jaworzyński Żleb

## Opis
Pod dużym okapem (6 metrów długości) znajdują się dwie wnęki, z których prawa jest szersza i głębsza.

## Przyroda
W jaskini można spotkać nacieki grzybkowe. Na ścianach brak roślinności.

## Historia odkryć
Jaskinia była znana od dawna. Jej nazwa nawiązuje do opowieści o zbójnikach w Jaworzyńskim Żlebie i ukrytych tam skarbach. Plan i opis jaskini sporządził F. Filar w 2016 roku.